# 영신군 이이묘
영신군 이이묘(永新君 李怡墓)는 인천광역시 계양구 작전동에 있는, 조선 태종의 둘째 아들인 효령대군의 손자이자 의성군 채(采)의 여섯째 아들인 영신군 이이의 묘이다. 1999년 3월 29일 인천광역시의 기념물 제43호로 지정되었다.

## 개요
영신군 이이는 조선 태종의 둘째 아들인 효령대군의 손자이자 의성군 채(采)의 여섯째 아들이다. 자는 화보(和甫)로 단종2년(1454)에 출생하여 왕족으로서 종실과 나라를 위해 공을 세워 정의대부(正義大夫) 영신군(永新君)에 봉해졌으며 부평에 낙향하여 기거하다가 중종21년(1526) 73세로 사망하였다. 영신공원(永新公園)으로 조성된 묘역은 그의 묘를 비롯한 가족묘 10여 기가 위치하고 있으며 첫째 아들인 명원군(明原君)의 묘는 경기도 양주군 장흥면에 따로 있고 둘째 아들인 함원군(咸原君)의 묘가 이곳에 있다. 함원군(咸原君)은 경학에 밝고 정직 청백하고 어전에서 치평지도(治平之道)를 건의하기도 하였는데, 그가 사망하자 명종(明宗)이 승지 홍대협을 통하여 술과 제문을 내리기도 하였으며 각묘의 묘갈과 석물들이 배치되어 있어서 조선시대 왕실 묘제와 시제 그리고 미술 공예 연구의 귀중한 자료가 되고 있다.

## 참고 문헌
- 영신군 이이묘 - 국가유산청 국가유산포털